# SECOND (安保一生のアルバム)
SECOND（セカンド）は安保一生の1作目のミニアルバム。2014年3月10日に、公式サイトから通販限定およびライブ会場限定で発売された。発売元は、INTERSTELLAR PRODUCTION。

## 内容
第3期WANDS、flow-war、CANDYMAN、LIT-HUMのギタリストとして活動していた安保一生のソロアルバムで、全曲インストゥルメンタルのアルバムとなる。これまで各グループでの作品リリースはあったが、ソロとしては1997年のデビュー以来、今作が初だが、オムニバスアルバムを含めると、『Guitar Monster Vol.2』収録曲の「With My Best Whishes」(当時:杉元一生名義)以来となる。
作曲は全て安保自身が手がけており、その他も『落陽 -Inst ver.-』以外の全ての編曲（『落陽 -Inst ver.-』は、LIT-HUM名義）、『the second』のゲストギター以外の全ての楽器、プログラミング、全曲のレコーディング、ミックス、マスタリング、ジャケットデザインと、製作の全工程を安保一人で行った。また、ゲストミュージシャンとして、『the second』のギターに綿貫正顕、『落陽 -Inst ver.-』には、スクリーミング・ボイスとして、LIT-HUMのボーカルのJOJOが参加している。
アルバムタイトルに関して、1stアルバムなのに『SECOND』と付けた理由は、ある種受け狙いのつもりだったと述べているが、実際に言葉の意味を調べて見た結果、形容詞としてよく知られている「第二の～」の他にも、「もうひとつの、別の、」や、名詞としては「秒」「瞬間」など、様々な意味を含んでいることにしっくりきて付けたとのこと。
予約特典として、オリジナルピックが同封。当初は、2014年1月31日発売予定だったが、諸事情により、2014年3月10日に変更された。また、公式サイトから通販限定およびライブ会場限定での発売のため、通常のレコード店では販売されていない。2015年3月29日からは、ダウンロードでの販売も開始している。
安保の公式ブログには、本作のセルフライナーノーツが掲載。また、YouTube上には、『SI-61 -Bound State-』のフル試聴音源および全曲試聴trailerがアップされている。

## 収録曲
1. the second
元々は「Inst-2」という仮タイトルでデモをアップしていた曲[2][6]。2004年頃に制作された曲で、2005年にギター教室のサイトを立ち上げていた時に一度デモをアップしたことがある[2][7]。
ゲストギタリストとして綿貫正顕が、レフトチャンネル・リードギターとして参加している[2]。
タイトルは、「瞬間」「刹那」を意味する[2]。
2. Ergo Sphere
本アルバム収録曲の中で、最後に制作された曲[2]。
元々収録予定だったメタル曲の出来が納得行かず、結局それをボツにして、2日ほどで制作したと語っている[2]。
タイトルは、回転するブラックホールの外側にある「エルゴ球」からとって付けられた[2]。
3. Blessing
元々は「Inst-3」という仮タイトルで、2010年の年末にYouTubeでデモ公開された曲[2][2][8]。
タイトルは「祝福」を意味しており、誰かに対する「おめでとう」という気持ちを曲にしたと語っている[2]。
4. 落陽 -Inst ver.-
元々はLIT-HUMのリードトラックだった曲[2]。そのため、唯一アレンジがLIT-HUM名義となっており、ほぼLIT-HUMのデモと同じアレンジで制作された[2]。
ゲストにそのLIT-HUMのボーカルJOJOを迎え、スクリーミング・ボイスを担当[2]。また、タイトルを付けたのもJOJOである[2]。
5. Apparent Horizon
2013年に制作された曲[2]。曲名は、「事象の地平面」に対して、永遠に情報が取り出せない訳ではない、とする概念「見せかけの地平面」から取ったと語っている[2]。
6. SI-61 -Bound State-
『the second』同様、2004年頃に制作された曲で[2]、「SI-61」という仮タイトルでデモを公開したことがある[2][7]。また、アルバム先行曲として、本作発売前から、YouTubeにフル試聴音源がアップされた[4]。
タイトルの「SI-61」は、当時の自作デモ（WANDS以降）の通し番号と述べている[2]。
7. 願い
2007年頃に制作された曲[2]。元々は歌ものとして制作されたもので、非常に思い入れのある曲と語っている[2]。
当時、歌詞も一緒に書いており、タイトルはその歌詞の内容に準じて付けられた[2]。

- 全曲作曲・編曲：安保一生 (#4のみ、編曲：LIT-HUM)

## 参加ミュージシャン
- 安保一生 - ギター、プログラミング、ミックス
- 綿貫正顕 - レフトチャンネル・リードギター
- JOJO（LIT-HUM） - スクリーミング・ボイス